# KF Trepça

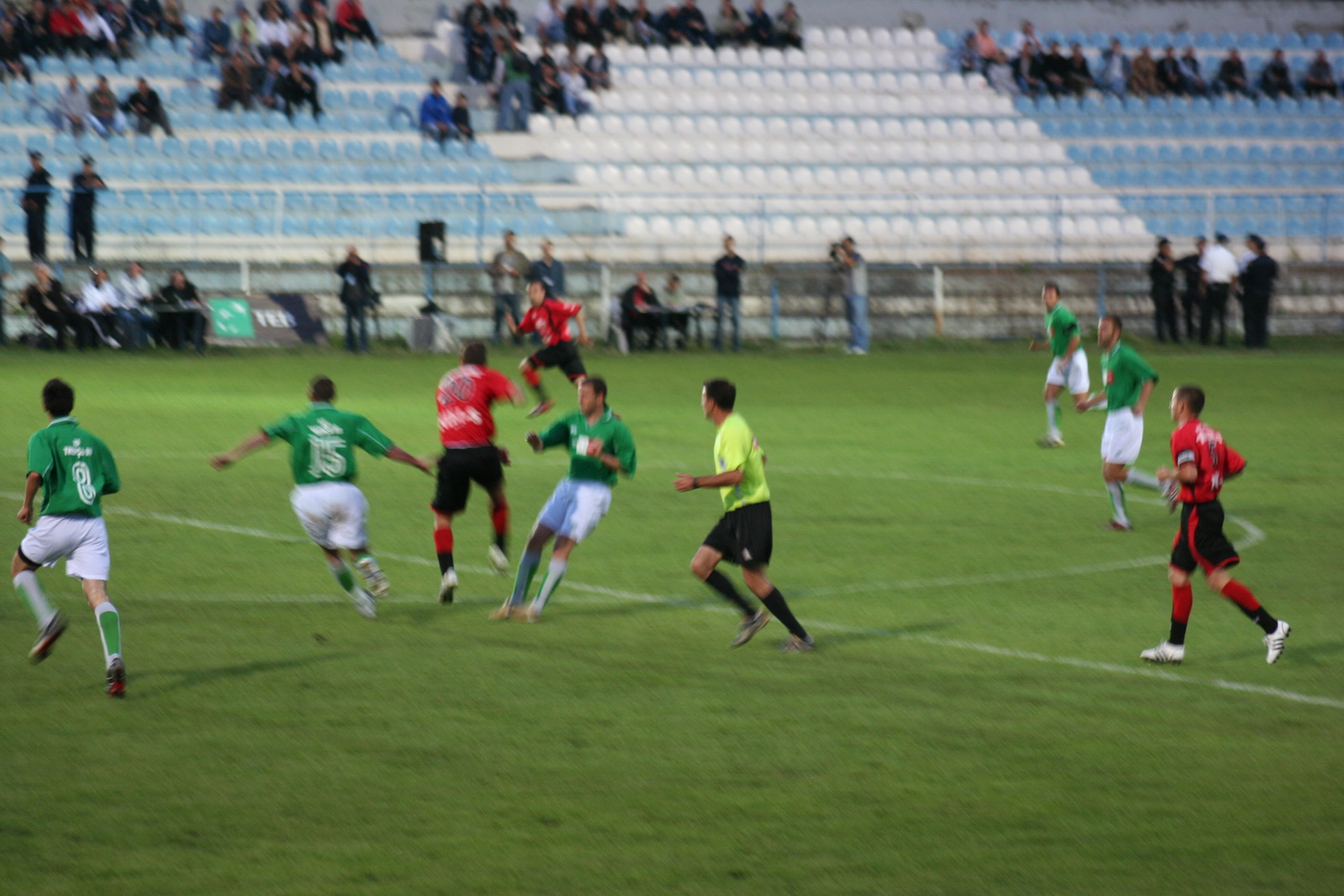
KF Trepça (groen) speelt de bekerfinale 2007/08 tegen KF Vëllaznimi.

KF Trepça is een Kosovaarse voetbalclub uit Mitrovica.
Tijdens de Tweede Wereldoorlog heette de club KF Skënderbeu. De club bereikte in 1976 het hoogste niveau in Joegoslavië. In 1978 haalde de club de finale om de beker van Joegoslavië maar degradeerde datzelfde jaar. Sinds 1987 speelde Trepça op het regionale Kosovaarse niveau en degradeerde in 2002 naar het tweede Kosovaarse niveau. In 2006 kwam de club door de uitbreiding van de Kosovaarse Superliga weer op het hoogste niveau te spelen en in 2010 werd de club Kosovaars kampioen. In 2015 degradeerde de club maar promoveerde in 2016 weer terug na het kampioenschap in de Liga e Parë. In 2017 degradeerde de club opnieuw.

## Erelijst
- Kosovaars kampioen

1947, 1949, 1950, 1952, 1955, 1992, 2010
- Kosovaarse beker

1992
- Beker van Joegoslavië

Finalist: 1978
- Liga e Parë

2016

## Bekend (oud-)spelers
- Petar Ađanski